# Campylocentrum embreei
Campylocentrum embreei är en orkidéart som beskrevs av Dodson. Campylocentrum embreei ingår i släktet Campylocentrum och familjen orkidéer. Inga underarter finns listade i Catalogue of Life.